# Anoncus perplexus
Anoncus perplexus är en stekelart som först beskrevs av William Harris Ashmead 1902.  Anoncus perplexus ingår i släktet Anoncus och familjen brokparasitsteklar. Inga underarter finns listade i Catalogue of Life.